# ジョン・デイヴィッド・ホルム

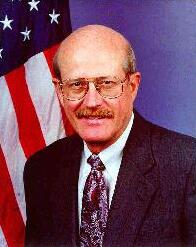
ジョン・デイヴィッド・ホルム

ジョン・デイヴィッド・ホルム（John David Holum, 1940年12月4日 - ）は、アメリカ合衆国の政治家。ビル・クリントン政権で国務次官（軍備管理・国際安全保障担当）を務めた。

## 生涯
1940年12月4日、サウスダコタ州ハイモアにて誕生。家族が経営する農場で成長した。北ミシガン大学にて数学および物理学の学士号を取得。1970年にジョージ・ワシントン大学法科大学院で法務博士号を取得。
1965年から1979年まで連邦上院議員ジョージ・マクガヴァンのスタッフを務め、立法事案の調整および上院外務委員会の作業管理を担当。1972年の大統領選挙では民主党予備選挙にてマクガヴァンの懸案事項を調整役を任された。本選挙では首席スピーチライターを務めた。1979年から1981年まで国務省政策企画本部にて勤務し、軍備管理と法的課題を担当。1981年から1992年までワシントンD.C.の法律事務所オメルベニー・アンド・マイヤーズに勤務し、主に国際的事案の調整を扱った。
1992年の大統領選挙ではビル・クリントンを支援し、国防と外交政策に関する顧問役を担当。1992年民主党全国大会では要綱起草委員会および要綱委員会の統括委員長を務めた。選挙後の1993年11月22日、軍備管理軍縮庁長官に就任し、大統領および国務長官に対して軍備管理、核不拡散、軍備縮小に関する事案について助言を行う役割を担当。アメリカの国家安全保障の主要な柱として軍縮を主張し、軍備管理をアメリカの安全保障政策と一体化させて展開・運用すべきと提案した。
1997年12月15日からは国務次官代行（軍備管理・国際安全保障担当）を兼任。1999年4月1日には政府の国家外交政策の遂行のための組織再編の一環として軍備管理軍縮庁が国務省に完全に組み込まれ、この時点において国務次官（軍備管理・国際安全保障担当）と軍備管理軍縮庁長官の役割が統合。統合後は国務次官代行と兼任で国務長官特別補佐官（軍備管理・国際安全保障担当）を務めた。その後、上院休会中の2000年8月4日に正式な国務次官として指名を受け、8月7日に着任。この休会任命に対して連邦上院は9月28日に承認を拒否。クリントン政権末の2001年1月に退任。